# ¡No estás invitada a mi bat mitzvá!
¡No estás invitada a mi bat mitzvá! (en inglés You Are So Not Invited To My Bat Mitzvah) es una película dramática y de comedia estadounidense dirigida por Sammi Cohen a partir de un guion de Alison Peck y producida por Adam Sandler. Basada en la novela para adultos jóvenes de 2005 del mismo nombre, la película está protagonizada por Sunny Sandler, Samantha Lorraine, Idina Menzel, Jackie Sandler, Adam Sandler, Sadie Sandler, Dylan Hoffman, Sarah Sherman, Dan Bulla, Ido Mosseri, Jackie Hoffman y Luis Guzmán. Cuenta la historia de dos mejores amigas cuyos planes de bat mitzvah se ven afectados por un chico popular por el que luchan por llamar la atención.
Producida por Happy Madison Productions de Adam Sandler en asociación con Alloy Entertainment, You Are So Not Invited To My Bat Mitzvah fue estrenada el 25 de agosto de 2023 por Netflix.

## Sinopsis
Stacy Friedman y Lydia Rodríguez Katz son mejores amigas que siempre han soñado con tener bat mitzvahs épicos, pero las cosas comienzan a torcerse cómicamente cuando un popular drama de chicos y estudiantes de secundaria amenaza su amistad y su rito de iniciación.

## Reparto
- Sunny Sandler como Stacy Friedman
- Samantha Lorraine como Lydia Rodríguez Katz
- Idina Menzel como Bree Friedman
- Jackie Sandler como Gabi Rodríguez Katz
- Adam Sandler como Danny Friedman
- Sadie Sandler como Ronnie Friedman
- Dylan Hoffman como Andy Goldfarb
- Sarah Sherman como la rabina Rebecca
- Dan Bulla como Cantor Jelly
- Ido Mosseri como DJ Schmuley
- Jackie Hoffman como Irene
- Luis Guzmán como Eli Katz

## Producción
En 2022, Netflix anunció que la novela para adultos jóvenes de 2005 You Are So Not Invited To My Bat Mitzvah de Fiona Rosenbloom sería adaptada por la guionista Alison Peck en una película del mismo nombre dirigida por Sammi Cohen y protagonizada por Adam Sandler. La fotografía principal comenzó el 29 de junio de 2022 en Toronto, Canadá, y duró hasta el 11 de agosto. Alloy Entertainment se desempeñó como compañía de coproducción de la película, junto con Happy Madison Productions. En julio de 2022, se reveló que Idina Menzel, Jackie Sandler, Sadie Sandler, Sunny Sandler, Samantha Lorraine, Dylan Hoffman, Sarah Sherman, Dan Bulla, Ido Mosseri, Jackie Hoffman y Luis Guzmán habían sido elegidos para la película.

## Estreno
You Are So Not Invited To My Bat Mitzvah fue estrenada el 25 de agosto de 2023 por Netflix.